# 異世奇人 (系列2)
英國科幻電視劇《異世奇人》的系列2共有14集，其中包括13集常規劇集和1集聖誕特輯，另附13集迷你劇和2集特別節目。聖誕特輯《聖誕入侵》首先於2005年12月25日在BBC One播放，常規劇則於2006年4月15日至7月8日播出。這個系列的其中5集常規劇由執行製作人及總編劇拉塞爾·T·戴維斯編寫，其餘的分別出自史蒂芬·莫法特、馬克·加蒂斯和湯·麥克雷等6名編劇的手筆。
系列2沿用上個系列的劇情，講述類人外星人博士與與他的同伴羅斯·泰勒 (神秘博士)（比莉·派佩飾）穿越時空、周遊宇宙的故事。唯不同的是，大衛·田納特取代基斯杜化·艾克斯頓出任博士一角，成為《異世奇人》歷史上的第十任博士。整個系列的最高收看人數達984萬人，欣賞指數的最高得分為89分，又得到正面的評價和多個獎項，其中包括雨果獎。

## 劇集
| 故事 | 集數 | 標題                      | 譯名         | 導演          | 編劇            | 首播日期       | 製作 代碼 | 英國收視 (百萬) | 指數 |
| ---- | ---- | ------------------------- | ------------ | ------------- | --------------- | -------------- | --------- | --------------- | ---- |
| 167  | ‡    | The Christmas Invasion    | 聖誕入侵     | 詹姆斯·霍伊斯 | 拉塞爾·T·戴維斯 | 2005年12月25日 | 2X        | 9.84            | 84   |
| 168  | 1    | New Earth                 | 新地球       | 詹姆斯·霍伊斯 | 拉塞爾·T·戴維斯 | 2006年4月15日  | 2.1       | 8.62            | 85   |
| 169  | 2    | Tooth and Claw            | 牙與爪       | 尤若斯·林恩   | 拉塞爾·T·戴維斯 | 2006年4月22日  | 2.2       | 9.24            | 83   |
| 170  | 3    | School Reunion            | 校園時代     | 詹姆斯·霍伊斯 | 托比·韋候斯     | 2006年4月29日  | 2.3       | 8.31            | 85   |
| 171  | 4    | The Girl in the Fireplace | 火爐壁的女孩 | 伊雲·羅蘭茲   | 史蒂芬·莫法特   | 2006年5月6日   | 2.4       | 7.90            | 84   |
| 172a | 5    | Rise of the Cybermen      | 賽博人的崛起 | 格雷姆·哈珀   | 湯姆·麥克雷     | 2006年5月13日  | 2.5       | 9.22            | 86   |
| 172b | 6    | The Age of Steel          | 鋼鐵時代     | 格雷姆·哈珀   | 湯姆·麥克雷     | 2006年5月20日  | 2.6       | 7.63            | 86   |
| 173  | 7    | The Idiot's Lantern       | 變臉         | 尤若斯·林恩   | 馬克·加蒂斯     | 2006年5月27日  | 2.7       | 6.76            | 84   |
| 174a | 8    | The Impossible Planet     | 不可能的星球 | 詹姆斯·斯特朗 | 馬特·瓊斯       | 2006年6月3日   | 2.8       | 6.32            | 85   |
| 174b | 9    | The Satan Pit             | 撒旦坑       | 詹姆斯·斯特朗 | 馬特·瓊斯       | 2006年6月10日  | 2.9       | 6.08            | 86   |
| 175  | 10   | Love & Monsters           | 愛與獸       | 丹·澤夫       | 拉塞爾·T·戴維斯 | 2006年6月10日  | 2.10      | 6.66            | 76   |
| 176  | 11   | Fear Her                  | 懼怕她       | 尤若斯·林恩   | 馬修·格雷姆     | 2006年6月17日  | 2.11      | 7.14            | 83   |
| 177a | 12   | Army of Ghosts            | 鬼軍         | 格雷姆·哈珀   | 拉塞爾·T·戴維斯 | 2006年6月24日  | 2.12      | 8.19            | 86   |
| 177b | 13   | Doomsday                  | 末日         | 格雷姆·哈珀   | 拉塞爾·T·戴維斯 | 2006年7月8日   | 2.13      | 8.22            | 89   |

備註：
1. ↑  2005年的聖誕特輯。

## 製作

### 構思
在系列1的首集取得成功後，BBC於2005年3月30日決定製作一個新系列以及一集聖誕特輯。當中，聖誕特輯於2005年7月23日展開製作，而常規劇集則在同年8月1日開始製作，並在翌年3月31日殺青 。
系列2加入了新的編劇，包括托比·韋候斯、湯·麥克雷、馬特·鍾斯以及馬修·格雷姆。韋候斯是第四台喜劇《不是天使》的創立人。麥克雷是天空第一台劇集《不著地》的創立人。鐘斯曾是《異世奇人雜誌》的編輯，格雷姆則是其中一名創立科幻警匪電視劇《迴轉幹探》的電視人。拉塞爾·T·戴維斯、史蒂芬·莫法特和馬克·加蒂斯這些上一個系列的編劇得到留任，而戴維斯則繼續出任劇集的執行製作人及總編劇。值得一提的是，史提芬·費亞原是第11集的編劇，但由於時間未能配合的關係而無法擔當此任務。最終，戴維斯找來格雷姆編寫《懼怕她》的劇本。
本系列的故事線為火炬木小組，這個神秘的組織自《聖誕入侵》已被提到，並在《牙與爪》解釋其成立因由。在《鬼軍》/《末日》合集中，火炬木小組引來賽博人和戴立克在地球開戰，更間接令博士和泰勒永久分離。戴維斯解釋二人的分離其實是他們一手造成的，在《牙與爪》一集，博士的出現使維多利亞女王決定成立火炬木小組。對於二人分離的決定，戴維斯指這是經過深思熟慮的。另外，考慮到成本問題，本系列絕大部份劇集的背景也設在地球，因建立一個太空背景會非常貴。

### 選角

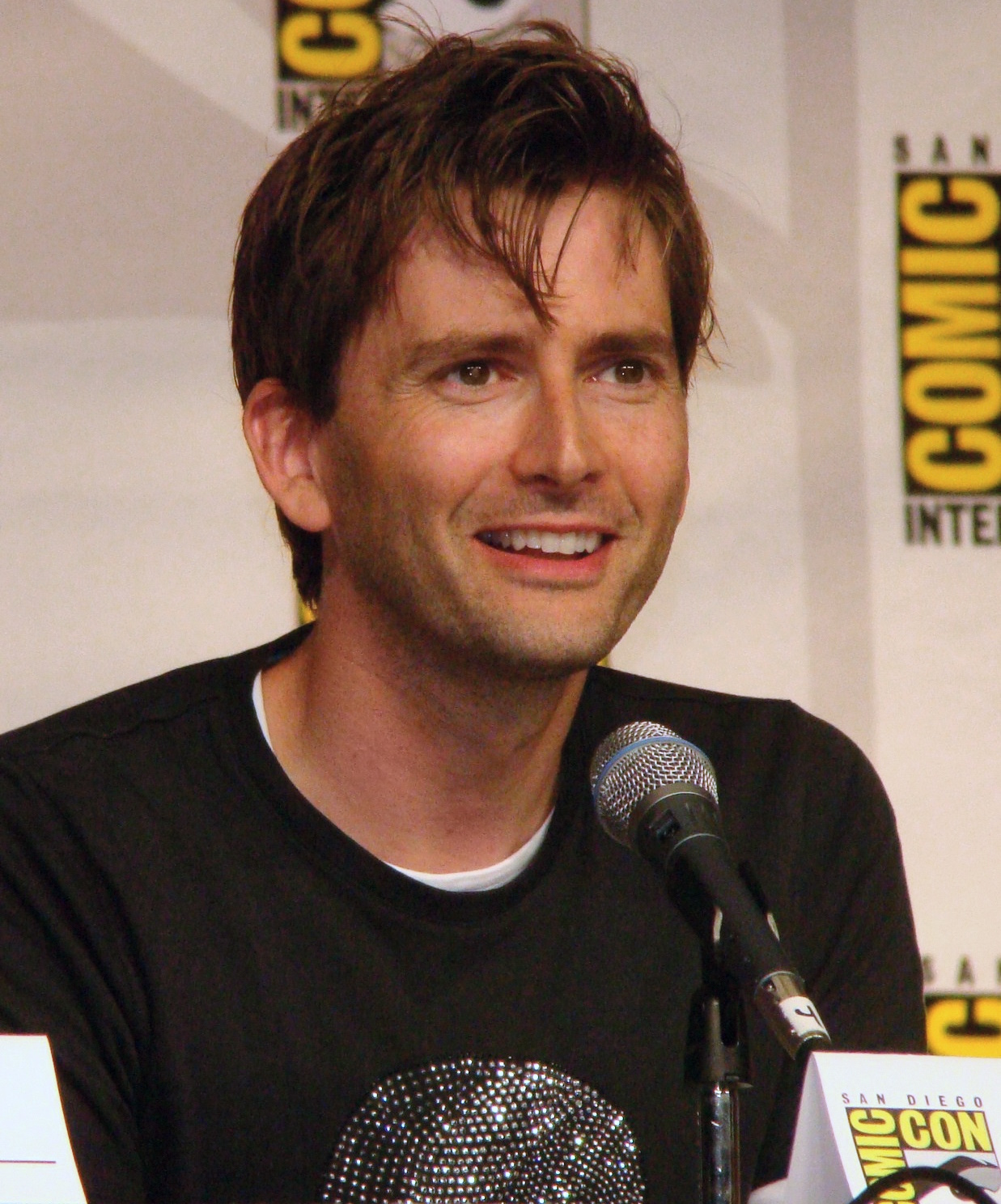
大衛·田納特接替基斯杜化·艾克斯頓出任系列2博士一角。

BBC於2005年3月20日確定扮演第九任博士的基斯杜化·艾克斯頓不會在系列2參演。為此，電視台於同年4月16日宣佈新一任的博士由大衛·田納特出任。為劇集的執行製作人拉塞爾·T·戴維斯稱他是看過田納特在《浪蕩公子》的演出才有此決定。田納特在系列1最終回《背水一戰》首次登場，後來在《聖誕入侵》擔當主角。比莉·派佩則繼續飾演博士的同伴羅斯·泰勒，於劇中扮演其男友米基·史密夫仍是洛爾·克拉克，他在系列2的幾集中也有出場機會。
同時，劇組沿用同一批演員出任配角，比如卡米爾·科杜里出演積奇·泰勒，肖恩·丁沃爾扮演彼得·泰勒。於舊版《異世奇人》飾演「珍姐」莎拉·珍·史蜜絲的伊麗莎白·斯萊登和她的機械狗K-9在《校園時代》回歸，替K-9配音的依舊為莊·利森。

## 發行
系列2的13集DVD共分為5部，《聖誕入侵》和《新地球》為第1部，並於2006年5月1日在第2區發售。第2部，即《牙與爪》、《校園時代》和《火爐壁的女孩》於6月5日上市。第3部包含《賽博人的崛起》、《鋼鐵時代》及《變臉》於7月10日上架。第4部有《不可能的星球》、《撒旦坑》和《愛與獸》於8月7日出售。其餘的3集則放在第5部，於9月25日賣出。整個系列的DVD套裝在2006年11月20日上市，DVD區域碼同樣是第2區。
| 系列 | 標題                                                                                     | 劇數及長度                          | 第2區發行日期                             | 第4區發行日期                            | 第1區發行日期                                                   |
| ---- | ---------------------------------------------------------------------------------------- | ----------------------------------- | ----------------------------------------- | ---------------------------------------- | --------------------------------------------------------------- |
| 2    | 異世奇人系列2﹕第一部 聖誕入侵 新地球                                                    | 1 × 60 分鐘 1 × 45 分鐘             | 2006年5月日                               | 2006年7月20日                            | 不適用                                                          |
| 2    | 異世奇人系列2﹕第二部 牙與爪 校園時代 火爐壁的女孩                                       | 3 × 45 分鐘                         | 2006年6月5日                              | 2006年8月17日                            | 不適用                                                          |
| 2    | 異世奇人系列2﹕第三部 賽博人的崛起/鋼鐵時代 變臉                                         | 3 × 45 分鐘                         | 2006年7月10日                             | 2006年9月7日                             | 不適用                                                          |
| 2    | 異世奇人系列2﹕第四部 不可能的星球/撒旦坑 愛與獸                                         | 3 × 45 分鐘                         | 2006年8月7日                              | 2006年10月5日                            | 不適用                                                          |
| 2    | 異世奇人系列2﹕第五部 懼怕她 鬼軍/末日                                                   | 3 × 45 分鐘                         | 2006年9月25日                             | 2006年11月2日                            | 不適用                                                          |
| 2    | 異世奇人﹕系列2完全版                                                                    | 1 × 7 分鐘 1 × 60 分鐘 13 × 45 分鐘 | 2006年11月20日 (DVD) 2013年11月4日 (藍光) | 2006年12月6日 (DVD) 2013年12月4日 (藍光) | 2007年1月16日 (美國) 2007年2月6日 (加拿大) 2013年11月5日 (藍光) |
| 2    | 異世奇人﹕系列2第一部 聖誕入侵 新地球 牙與爪 校園時代 火爐壁的女孩 賽博人的崛起/鋼鐵時代 | 1 × 60 分鐘 6 × 45 分鐘             | 不適用                                    | 不適用                                   | 2014年4月8日                                                    |
| 2    | 異世奇人﹕系列2第二部 變臉 不可能的星球 撒旦坑 愛與獸 懼怕她 鬼軍/末日                   | 7 × 45 分鐘                         | 不適用                                    | 不適用                                   | 2014年5月13日                                                   |

## 反響

### 收視及欣賞指數
如不把聖誕特輯計算在內，《牙與爪》是整個系列中收看人數最多的一集。收視報告指英國當晚共有922萬人收看這集。至於收看人數最低一集為《撒旦坑》，觀看人數為608萬。除了取得高收視外，系列1的劇集還在欣賞指數方面得到高分，13集常規劇均取得80分以上。當中，《末日》一集更獲得89分，是系列2中得分最高的。

### 獎項及榮譽
系列2贏得多個獎項。在2007年的威爾斯學術電視獎頒獎禮中，大衛·田納特和戴維斯憑《末日》分別問鼎最佳男主角獎和最佳編劇獎，比莉·派佩同樣憑此集提名為最佳女主角，但未能得獎。路絲·派殊、尼爾·哥頓和希拉格·維斯憑《火爐壁的女孩》取得最佳服飾獎及最佳化妝獎，而克里斯潘·格連則憑《牙與爪》得最佳編輯獎。
同時，系列2還取得TV Quick和電視選擇獎的最受歡迎劇集獎，田納特和派佩憑扮演博士和泰勒贏得最佳男主角和女主角獎。在國家電視獎頒獎禮中，系列2分別奪得三個獎，分別為最受歡迎劇集、男主角及女主角獎。劇集還在星座獎有所收獲，分別贏得最佳科幻劇集獎和最佳科幻劇集男主角獎。此外，系列2的其中三集﹕《校園時代》、《火爐壁的女孩》和《鬼軍》/《末日》合集分別被提名為雨果獎最佳戲劇呈現（短片）獎。最終，《火爐壁的女孩》贏得這集。

## 資料來源
1. 1 2  . Doctor Who News.   [2019-06-18]. （原始内容存档于2015-10-18） （英国英语）.
2. ↑  . BBC date = 30-3-2005.   [4-6-2008]. （原始内容存档于2006-03-03）.
3. ↑  . BBC News. 2005-08-01  [2014-08-23]. （原始内容存档于2017-07-25）.
4. ↑  , Doctor Who Magazine: Series Two Companion (14 - Special Edition), 2006-11-09, (14 - Special Edition): 25
5. ↑  , Doctor Who Magazine: Series Two Companion (14 - Special Edition), 2006-11-09, (14 - Special Edition): 71
6. ↑  . BBC News. 2005-06-24  [2014-08-23].
7. ↑  , Doctor Who Magazine (374), 2006-10-11, (374): 22
8. ↑  .   [2015-08-16]. （原始内容存档于2007-08-18）.
9. ↑  . BBC News. 2005-04-16  [2014-08-23]. （原始内容存档于2008-12-29）.
10. ↑  . BBC News. 2005-07-25  [2014-08-23]. （原始内容存档于2017-10-26）.
11. ↑  . BBC News. 2005-08-24  [2014-08-23]. （原始内容存档于2009-02-14）.
12. ↑  . BBC News. 2007-04-28  [2014-08-23]. （原始内容存档于2007-09-10）.
13. ↑  . BBC News. 2006-09-05  [2014-08-23]. （原始内容存档于2009-02-04）.
14. ↑  . BBC News. 2006-10-31  [2014-08-23]. （原始内容存档于2009-04-08）.
15. ↑  . Constellations.tcon.ca. 2014-07-08  [2014-08-23]. （原始内容存档于2015-10-29）.
16. ↑  . The Hugo Awards. （原始内容存档于2011-05-07）.

## 外部連結
- 官方网站
- 《Doctor Who》各集列表 来自互联网电影数据库